# Eurycletodes serratus
Eurycletodes serratus är en kräftdjursart som beskrevs av Georg Ossian Sars 1920. Eurycletodes serratus ingår i släktet Eurycletodes och familjen Argestidae. Inga underarter finns listade i Catalogue of Life.